# NGC 2370
NGC 2370 est une galaxie spirale barrée située dans la constellation des Gémeaux. NGC 2370  a été découverte par l'astronome allemand Albert Marth en 1864.

## Caractéristiques
Sa vitesse par rapport au fond diffus cosmologique est de 5 667 ± 15 km/s, ce qui correspond à une distance de Hubble de 83,6 ± 5,9 Mpc (∼273 millions d'al).
À ce jour, six mesures non basées sur le décalage vers le rouge (redshift) donnent une distance de 81,417 ± 4,039 Mpc (∼266 millions d'al), ce qui est à l'intérieur des valeurs de la distance de Hubble.
NGC 2370 présente une large raie HI.